# Septo del pene
En anatomía humana, se denomina septo del pene a un septo incompleto formado por la túnica albugínea entre los cuerpos cavernosos del pene, los cuales están rodeados por una envoltura fibrosa fuerte que consta de fibras superficiales y profundas. Las fibras superficiales son de dirección longitudinal y forman un solo tubo que encierra ambos cuerpos; las fibras profundas están dispuestas circularmente alrededor de cada cuerpo y forman por su unión en el plano medio el septo del pene.
Este es grueso y completo por detrás, pero imperfecto por delante, donde consta de una serie de bandas verticales dispuestas como los dientes de un peine; por lo tanto, se denomina septum pectiniforme.